# آلفردو بووت
آلفردو بووت (ایتالیایی: Alfredo Bovet؛ ۶ مه ۱۹۰۹ – ۱۸ ژانویهٔ ۱۹۹۳) دوچرخه‌سوار اهل ایتالیا بود.